# Oxira obscurior
Oxira obscurior là một loài bướm đêm trong họ Noctuidae.